# 龚古尔文学奖
龚古尔文学奖或龔固爾獎（法語：Prix Goncourt）是法国最重要的文学奖之一，授予「年度最佳和最富有想像力的散文作品」的作者，在「六大」法國文學獎中，該獎是最負盛名的，每年11月頒獎。

## 歷史
龚古尔文学奖由19世纪法国作家爱德蒙·德·龚古尔（1822年－1896年）设立，为了纪念其弟弟和合作者儒勒·德·龚古尔（1830年－1870年）。这两位作家对法国自然主义小说、社会史和艺术评论都有较大的贡献，两人都终身未婚，他們並非孿生兄弟，且相差八歲，但他們舉止行為相似，有相同的愛好，死后遗嘱将全部财产设立一个龚古尔学院，由10位委员负责，每年从当年发表的小说中评选出最佳新人作，奖励5000金法郎。龚古尔文学奖从1903年开始评选，奖金虽然不多，但获奖者的作品保證暢銷，所以这个奖项非常受关注，每年12月学会委员聚集在巴黎第二区加永广场（Place Gaillon）16-18号的德鲁昂餐厅（Drouant）进行评选，外面等候的记者云集。
除了龔古爾獎以外，龔古爾學院每年還會評選出其它的獎項，包含：龔古爾詩歌獎（Le Goncourt de la Poésie）；龔古爾首部小說獎（新人獎，Le Goncourt du Premier Roman）；龔古爾中篇小說獎（Le Goncourt de la Nouvelle），每年9月在斯特拉斯堡頒發；龔古爾傳記獎（Le Goncourt de la Biographie），每年9月在南锡頒發。

## 爭議
由于龚古尔学院的委员无女性，引起女作家的不满，由22位《幸福生活》杂志（现在改名为《女性》杂志）的女作家发起，成立了一个“女性文学奖”（也音译为“费米娜奖”Fémina），也是由10位全部是女性的委员评选当年最佳作品，每年11月的第一个星期三公布。但女性文学奖自成立后，评选出的最佳作品很少是女作家的作品。
一些授獎決定一直存在爭議，著名的案例包含1919年授予馬塞爾·普魯斯特遭到許多人反彈，很多人認為獎金給予羅蘭·多熱萊斯（Roland Dorgelès）關於第一次世界大戰的小說，因為龔古爾文學獎應該頒發給年輕有為的作家，而普魯斯特當時為48歲，但龔古爾文學仅要求作者是文学新人，這也是龔古爾文學獎唯一的資格要求，年齡並不重要。
1921年，勒内·马朗榮獲龔古爾文學獎，作品是法國第一本公開批評歐洲在非洲殖民主義的小說。這部小說引起“劇烈反應”，被禁止在所有的法國殖民地販售。
1932年，龚古尔文学奖又因未将此荣誉授予日后享誉全球的作家路易-费迪南·塞利纳的小说《茫茫黑夜漫游》而被世人诟病。
长久以来，龚古尔文学奖似乎一直与诺贝尔文学奖“格格不入”。曾荣获诺贝尔文学奖的作家中，已过世的罗曼·罗兰、法朗士、纪德、莫里亚克、加缪、萨特、西蒙及在世的勒-克莱齐奥均未被授予龚古尔文学奖。迄今为止，被授予龚古尔文学奖并荣获诺贝尔文学奖的作家只有莫迪亚诺（《暗店街》）一位。
然而，近年來龔古爾獎備受法國評論界指摘，一些法國文學批評家稱該獎已淪為出版商謀利的工具。

## 獲獎名單
| 年度 | 作者                                                           | 著作                                                  |
| ---- | -------------------------------------------------------------- | ----------------------------------------------------- |
| 1903 | 约翰·安托万·诺                                                 | 《敌对势力》                                          |
| 1904 | 莱昂·弗拉皮耶（Léon Frapié）                                   | 《幼稚园》                                            |
| 1905 | 克洛德·法雷尔                                                  | 《文明人》                                            |
| 1906 | 让·萨洛德                                                      | 《丁利，杰出的作家》                                  |
| 1907 | 埃米尔·莫塞利                                                  | 《洛林土地》                                          |
| 1908 | 弗朗西斯·德·米奥芒德                                           | 《写在水上》                                          |
| 1909 | 莱布隆德                                                       | 《法蘭西》                                            |
| 1910 | 路易斯·佩尔戈                                                  | 《德古皮尔·玛戈特》                                   |
| 1911 | 阿尔方斯·德·夏多布里昂                                         | 《德·卢迪纳先生》                                     |
| 1912 | 安德烈·萨维尼翁                                                | 《女孩之雨》                                          |
| 1913 | 马克·埃尔德                                                    | 《人民的海》                                          |
| 1914 | 阿德里安·伯特兰                                                | 《呼叫地面》                                          |
| 1915 | 勒内·邦雅曼                                                    | 《加斯帕》                                            |
| 1916 | 亨利·巴比塞                                                    | 《火线》                                              |
| 1917 | 亨利·马勒布                                                    | 《火焰金点》                                          |
| 1918 | 乔治·杜阿梅尔                                                  | 《文明》                                              |
| 1919 | 马塞尔·普鲁斯特                                                | 《在少女们身旁》（《追忆似水华》第二卷）              |
| 1920 | 埃内斯特·佩罗雄                                                | 《奈纳》                                              |
| 1921 | 勒内·马朗                                                      | 《巴图阿拉》                                          |
| 1922 | 亨利·贝罗                                                      | 《肥胖者的苦难》                                      |
| 1923 | 吕西安·法布尔                                                  | 《拉伯韦尔或瘟疫》                                    |
| 1924 | 蒂埃里·桑德尔                                                  | 《金银花，炼狱，第十三章》                            |
| 1925 | 莫里斯·热纳瓦                                                  | 《拉博利奥》                                          |
| 1926 | 亨利·徳贝尔利                                                  | 《斐德尔的苦恼》                                      |
| 1927 | 莫里斯·贝德尔                                                  | 《热罗姆，北纬六十度》                                |
| 1928 | 莫里斯·康斯坦丁·威尔                                           | 《一个留恋过去的人》                                  |
| 1929 | 马塞尔·阿兰德                                                  | 《命令》                                              |
| 1930 | 亨利·福柯尼耶                                                  | 《马来亚》                                            |
| 1931 | 让·法亚尔                                                      | 《相思病》                                            |
| 1932 | 居伊·马泽利娜                                                  | 《狼》                                                |
| 1933 | 馬爾羅                                                         | 《人的命運》                                          |
| 1934 | 罗歇·韦塞尔                                                    | 《科南船长》                                          |
| 1935 | 约瑟夫·佩尔                                                    | 《血和启示》                                          |
| 1936 | 马克桑斯·范德梅尔斯                                            | 《上帝的指纹》                                        |
| 1937 | 夏尔·普利尼耶                                                  | 《假护照》                                            |
| 1938 | 亨利·特鲁瓦亚                                                  | 《蜘蛛》                                              |
| 1939 | 菲利普·埃里亚                                                  | 《宠儿们》                                            |
| 1940 | 弗朗西斯·安布里埃                                              | 《暑假》                                              |
| 1941 | 亨利·普拉                                                      | 《三月的风》                                          |
| 1942 | 马克·贝尔纳                                                    | 《赤子之心》                                          |
| 1943 | 马里于斯·格鲁                                                  | 《人的道路》                                          |
| 1944 | 埃尔莎·特里奥莱                                                | 《第一个窟窿赔偿二百法郎》                            |
| 1945 | 让-路易·博里                                                   | 《德寇铁蹄下的故乡》                                  |
| 1946 | 让-雅克·戈蒂埃                                                 | 《一则社会新闻的由来》                                |
| 1947 | 让·路易·居尔蒂斯                                               | 《夜深沉》                                            |
| 1948 | 莫里斯·德吕翁                                                  | 《大家族》                                            |
| 1949 | 罗贝尔·梅勒                                                    | 《聚德科特的周末》                                    |
| 1950 | 保罗·科兰                                                      | 《野蛮的游戏》                                        |
| 1951 | 朱利安·格拉克                                                  | 《流沙海岸》                                          |
| 1952 | 贝娅特丽克丝·贝克                                              | 《莱昂·莫兰教士》                                     |
| 1953 | 皮埃尔·加斯卡尔                                                | 《死亡的时代》                                        |
| 1954 | 西蒙·波娃                                                      | 《名士風流》                                          |
| 1955 | 罗歇·伊科尔                                                    | 《混合水》                                            |
| 1956 | 罗曼·加里                                                      | 《天根》                                              |
| 1957 | 罗歇·瓦扬                                                      | 《律令》                                              |
| 1958 | 弗朗西斯·瓦尔德                                                | 《圣日耳曼或谈判》                                    |
| 1959 | 安德烈·施瓦茨-巴尔特（André Schwarz-Bart）                     | 《最后一个正直的人》                                  |
| 1960 | 温蒂勒·霍里亚                                                  | 《上帝在流放中诞生》                                  |
| 1961 | 让·科                                                          | 《上帝的怜悯》                                        |
| 1962 | 安娜·朗菲                                                      | 《装砂的行李》                                        |
| 1963 | 阿尔芒·拉努                                                    | 《当大海退潮的时候》                                  |
| 1964 | 乔治·孔雄                                                      | 《野蛮状态》                                          |
| 1965 | 雅克·博雷尔                                                    | 《钟爱》                                              |
| 1966 | 埃德蒙德·夏尔-鲁                                               | 《忘却巴勒莫》                                        |
| 1967 | 安德烈·皮埃尔·德·芒迪亚尔格                                    | 《闲暇》                                              |
| 1968 | 贝尔纳·克拉韦尔                                                | 《冬天的果实》                                        |
| 1969 | 费利西安·马尔索                                                | 《克利吉》                                            |
| 1970 | 米歇尔·图尼耶                                                  | 《榿木王》                                            |
| 1971 | 雅克·洛朗                                                      | 《蠢事》                                              |
| 1972 | 让·卡里埃                                                      | 《马厄的雀鹰》                                        |
| 1973 | 雅克·谢塞                                                      | 《吃人妖魔》                                          |
| 1974 | 帕斯卡尔·莱内                                                  | 《花边女工》                                          |
| 1975 | 埃米爾·阿雅爾（罗曼·加里的第二次获奖，死後才承認使用该筆名）） | 《如此人生》                                          |
| 1976 | 帕特里克·格兰维尔                                              | 《金凤花》                                            |
| 1977 | 德库安                                                         | 《约翰·地狱》                                         |
| 1978 | 帕特里克·莫迪亞諾                                              | 《暗店街》                                            |
| 1979 | 安托万·马耶                                                    | 《大车贝拉吉》                                        |
| 1980 | 伊夫·纳瓦尔                                                    | 《动物园》                                            |
| 1981 | 吕西安·博达尔                                                  | 《安娜·玛丽》                                         |
| 1982 | 多米尼克·费尔南德斯                                            | 《在天使手中》                                        |
| 1983 | 弗雷德里克·特里斯坦                                            | 《迷惘者》                                            |
| 1984 | 玛格丽特·杜拉斯                                                | 《情人》                                              |
| 1985 | 扬·凯费莱克（Yann Queffélec）                                  | 《野蛮的婚禮》                                        |
| 1986 | 米歇尔·奥斯特                                                  | 《黑夜的奴仆》                                        |
| 1987 | 塔哈尔·本·杰隆                                                 | 《神圣的夜晚——一个男装少女的奇遇》                    |
| 1988 | 埃里克·奥塞纳（erik orsenna）                                  | 《殖民地展览L'Exposition coloniale》                  |
| 1989 | 让·沃特兰                                                      | 《迈向上帝的一大步》                                  |
| 1990 | 让·鲁奥                                                        | 《沙场》                                              |
| 1991 | 皮埃尔·孔贝斯科                                                | 《骷髅地的女孩们》                                    |
| 1992 | 帕特里克·沙穆瓦索                                              | 《德士古》                                            |
| 1993 | 阿敏·馬盧夫                                                    | 《塔尼歐斯巨岩》（Le Rocher de Tanios）               |
| 1994 | 迪迪埃·范考韦拉特                                              | 《单程票Un Aller simple》                             |
| 1995 | 安德烈·馬金                                                    | 《法兰西遗嘱》                                        |
| 1996 | 帕丝卡勒·罗兹                                                  | 《零号猎户》                                          |
| 1997 | 帕特里克·朗博                                                  | 《战役》                                              |
| 1998 | 波勒·康斯坦                                                    | 《心心相诉》                                          |
| 1999 | 让·埃舍诺                                                      | 《我走了》                                            |
| 2000 | 让-雅克·舒尔                                                   | 《英格丽·卡文》                                       |
| 2001 | 让-克里斯托弗·鲁芬                                             | 《紅色巴西》                                          |
| 2002 | 帕斯卡尔·基尼亚尔                                              | 《漂泊的陰影》                                        |
| 2003 | 雅克-皮埃尔·阿梅特                                             | 《布萊希特的情人》                                    |
| 2004 | 羅蘭·高蝶                                                      | 《史柯塔的太陽》                                      |
| 2005 | 弗朗索瓦·韦耶尔冈斯（François Weyergans）                      | 《母亲家的三日》（Trois jours chez ma mère）          |
| 2006 | 若纳唐·利特尔                                                  | 《善心女神》                                          |
| 2007 | 吉勒·勒鲁瓦                                                    | 《阿拉巴马之歌》                                      |
| 2008 | 阿提克·拉希米                                                  | 《有耐心的石頭》（Syngué Sabour. Pierre de patience） |
| 2009 | 玛丽·恩迪亚耶                                                  | 《三个女强人》                                        |
| 2010 | 米歇爾·維勒貝克                                                | 《地圖與領土》                                        |
| 2011 | 亚历克西·热尼                                                  | 《法國兵法》                                          |
| 2012 | 熱羅姆·費拉里                                                  | 《羅馬衰落的教訓》                                    |
| 2013 | 皮埃尔·勒迈特                                                  | 《天上再見》                                          |
| 2014 | 莉迪·萨尔韦尔                                                  | 《不要哭泣》                                          |
| 2015 | 马蒂亚斯·埃纳尔                                                | 《指北針》                                            |
| 2016 | 莱拉·斯利马尼                                                  | 《溫柔之歌》                                          |
| 2017 | 埃里克·维亚尔                                                  | 《日程》                                              |
| 2018 | 尼古拉·马蒂厄                                                  | 《他们之后的孩子》                                    |
| 2019 | 让-保罗·迪布瓦                                                 | 《不是所有人都以相同的方式居住在这个世界》            |
| 2020 | 埃尔韦·泰利耶                                                  | 《反常》                                              |
| 2021 | 穆罕默德-姆布加尔-萨尔                                         | 《人最秘密的记忆》                                    |
| 2022 | 布丽吉特·吉罗                                                  | 《快速生活》                                          |
| 2023 | 让-巴蒂斯特·安德烈亚                                           | 《看顾她》                                            |

## 外部連結
- Site officiel de l'académie Goncourt
- Site référence d'agrégation du Prix Gongourt